# Шесть точек зрения
Шесть точек зрения (англ. Viewpoints) — это методика композиции, которая обеспечивает словарный запас для размышлений и импровизации в сценическом действии. Первоначально разработана в 1970-х годах хореографом Мeри Оверли как метод телесной импровизации. Теория Шести Точек Зрения была адаптирована для сцены, режиссёрами Энн Богарт и Тиной Ландау. Богарт и Оверли были на факультете ETW (Experimental Theatre Wing — с англ. «Экспериментальное театральное крыло») в Нью-Йоркском университете в конце 1970-х и начале 1980-х, во время которого Богарт была под влиянием инноваций Оверли. Богарт адаптировала Шесть Точек Зрения, изначально предназначенных для исследования танца, для театра и актёрского тренинга.

## Деконструкция
Ключевым понятием для Мери Оверли является деконструкция. Наблюдая за сценическим процессом Оверли, она заметила, что история и сюжет довлеют над другими выразительными формами. Так актёр стремится донести до зрителя Истину, заложенную в драматургии. Но исходя из философии постмодернизма, существует множество истин. По утверждению Оверли, перформер должен предлагать зрителю поиск истины, а не её саму. На идее деконструкции строится вся теория Точек Зрения, она ищет новые формы восприятия реальности, которые можно донести до зрителя.

В итоге эта теория — воплощение философии постмодернизма. Этот новый подход к искусству переворачивает с ног на голову мышление западного человека, меняя определение и цель творчества и анализа. Постмодернизм не стремится к оценочности и определённости, делая упор на всеохватность и равенство. В этом его кардинальное отличие от модернизма, который ищет идеальные решения. Перейти от модернистского восприятия, подчеркивающего необходимость однозначного вывода, к постмодернистскому, нацеленному на диалог и естественно вытекающее, а не искусственно созданное решение, — задача сверхсложная.
«Шесть точек зрения» обозначают этот радикально иной подход к театру посредством теории и практики, ставя во главу угла минимализм и деконструкуцию. С помощью этих двух инструментов проводится последовательный анализ театра, в рамках которого дается гораздо более широкое, чем в традиционном подходе, определение действия.
— Мери Оверли. Актёрское мастерство. Американская школа - под редакцией Артура Бартоу
.

## Языки«Шести точек зрения»
Согласно теории точек зрения, язык театра состоит из шести элементов:
1. Пространство — Перцептивная способность видеть и чувствовать физические отношения;
2. Форма — Перцептивная способность чувствовать и видеть физическую форму;
3. Время — Способность переживать продолжительность и системы созданные для регулирования продолжительности;
4. Эмоции — Способность переживать состояния бытия;
5. Движение — Способность испытывать и идентифицировать кинетические ощущения;
6. История (сюжет) — Способность видеть и понимать логику системы и расположение накопленной информации;

Разбивая театр, мы упраздняем прежнюю иерархию во главе с историей и эмоцией, наделяя равными правами каждый элемент. Это равенство называется в теории точек зрения горизонталью.
— Мери Оверли. Актёрское мастерство. Американская школа - под редакцией Артура Бартоу